# Sojuz TMA-20
Sojuz TMA-20 je ruská kosmická loď řady Sojuz. Dne 15. prosince 2010 vzlétla k Mezinárodní vesmírné stanici (ISS), kam dopravila tři členy Expedice 26 – Dmitrije Kondraťjeva, Catherine Colemanovou a Paola Nespoliho. Poté zůstala u ISS připojená jako záchranná loď. V květnu 2011 se s ní stejná trojice kosmonautů vrátila na Zem.

## Posádka
- Dmitrij Kondraťjev (1), velitel, CPK
- Paolo Nespoli (2), palubní inženýr 1, ESA
- Catherine Colemanová (3), palubní inženýr 2, NASA

V závorkách je uveden dosavadní počet letů do vesmíru včetně této mise.

### Záložní posádka
- Anatolij Ivanišin,[1] velitel, CPK
- Satoši Furukawa,[1] palubní inženýr 1, JAXA
- Michael Fossum,[1] palubní inženýr 2, NASA

## Průběh letu

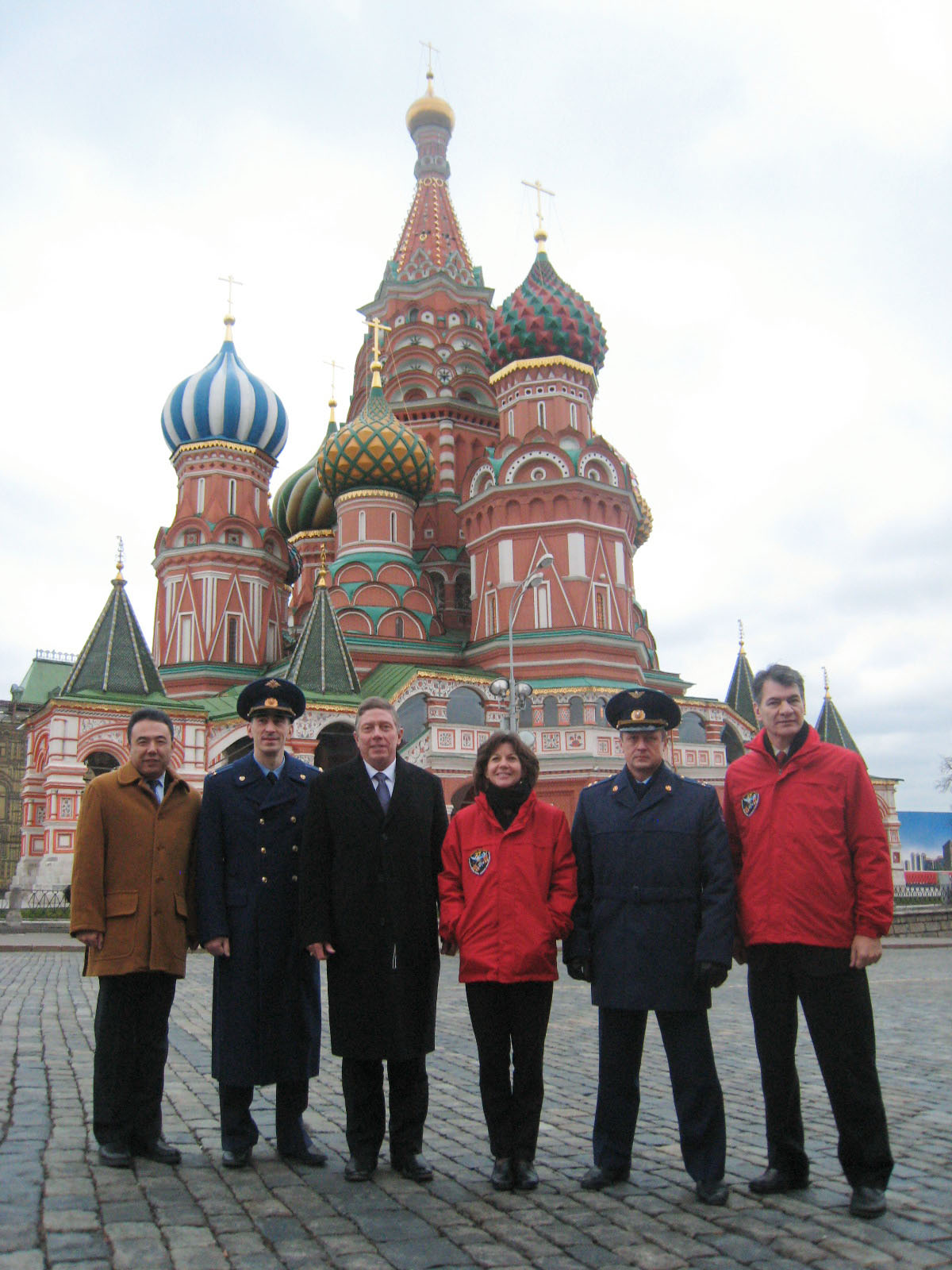
Hlavní a záložní posádka Sojuzu TMA-20 před chrámem Vasila Blaženého na Rudém náměstí v Moskvě, 26. listopadu 2010. Zleva Furukawa, Ivanišin, Fossum, Colemanová, Kondratěv, Nespoli.

Při přepravě z výrobního závodu na kosmodrom byl poškozen návratový modul, proto byl nahrazen novým, původně určeným pro následující loď (Sojuz TMA-21).
Sojuz TMA-20 odstartoval z kosmodromu Bajkonur 15. prosince 2010 v 19:09 UTC. Po obvyklém dvoudenním letu se 17. prosince ve 20:11 UTC automaticky spojil s portem modulu Rassvet (MIM-1) Mezinárodní vesmírné stanice (ISS).
Součástí komplexu ISS byl až do 23. května 2011, kdy se ve 21:35:17 UTC odpojil, kosmonauti při půlhodinovém letu ve formaci vyfotografovali a nafilmovali ISS s připojeným raketoplánem Endeavour (mise STS-134) a 24. května ve 2:27 UTC přistáli v kazašské stepi 147 km východně od města Džezkazganu.